# 蔡自強
蔡自強（16世紀—1627年），號雲圃，湖廣長沙府湘潭縣人，明朝政治人物。

## 生平
蔡自強自小天賦異稟，讀書一目數行，很快就能記下，問答也口若懸河，他擅長說笑，每次聚會都以論說令人折服，包鴻逵、李騰芳也佩服他的才能。萬曆二十八年（1600年）他考中舉人，四十七年（1619年）己未科礼部会试第五十名，未殿试。天啟二年（1622年）成進士，擔任信豐知縣。他的詩作自成一家，但遺稿散佚未能存世。